# Reichsflugscheibe

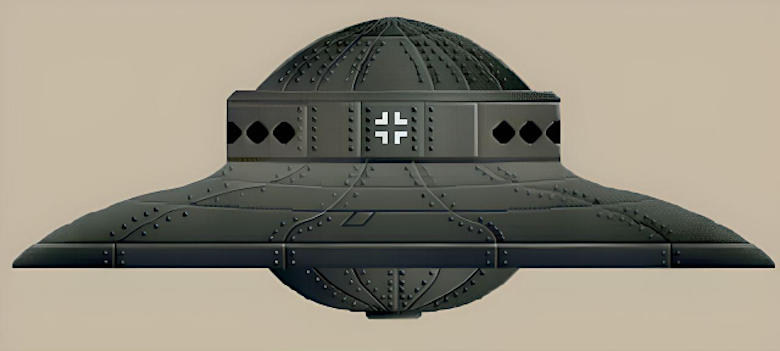
Képzeletbeli ábrázolás egy birodalmi repülőcsészealjról, ahogyan azt a közelmúltban Haunebu II néven ismerték el.

A Reichsflugscheibe egy kitalált, csészealj formájú repülő- és űrjármű, amely különféle mítoszokban, sci-fi történetekben és összeesküvés-elméletekben jelenik meg. Ezen elméletek szerint az eszközt a Német Birodalomban fejlesztették és tesztelték. Történelmi és technikai bizonyítékok nem támasztják alá a létezését. Ennek ellenére az áltudományos irodalomban időnként felbukkan, mint a „náci technológia” egy példája. Számos elnevezés alatt ismert, például Rundflugzeug (RFZ), Projekt Feuerball, Düsendiskus, Haunebu, Hauneburg-Gerät, Andromeda-Gerät, Repulsine (Repulsator/Forellenturbine), Flugkreisel, Kugelwaffe, Die Glocke vagy Vergeltungswaffe 7 (V 7).

## A fikció eredete
Az első személy, aki nyilvánosan azt állította, hogy a második világháború idején részt vett egy német repülő csészealj fejlesztésében, Josef Jacob Johannes Starziczny (1898–?), a német Abwehr ügynöke volt, aki Niels Christian Christensen néven is ismert. Starziczny 1942. március 10-én Brazíliában egy kémhálózat vezetőjeként letartóztatásra került, és 30 év börtönbüntetésre ítélték.
1948 novemberében a brazíliai Diario da Noite bulvárlapban megjelent cikksorozatban azt állította, hogy 1939 és 1940 között Hamburgban, a 10. hadsereg egyik laboratóriumában dolgozott egy repülő csészealj kifejlesztésén, Werner és Wichmann mérnökökkel együtt. Az általa leírt jármű helikopter és sugárhajtású repülő kombinációja volt. Starziczny, aki még mindig börtönben ült, felajánlotta a brazil kormánynak, hogy 400 000 cruzeiróért néhány hónapon belül megépíti ezt a repülő csészealjat. Az ajánlatot azonban láthatóan nem fogadták el, és Starziczny börtönben maradt. Állításait Brazílián kívül csak néhány amerikai újság közölte, európai lapokban nem jelent meg hasonló híradás.
A csészealj alakú repülőeszközök fejlesztéséről szóló legenda 1950 márciusában jelent meg először, amikor három éve egyre több UFO-észlelésről szóló beszámoló terjedt. Az első ilyen történetet Rudolf Schriever német mérnök mesélte el a Der Spiegel magazinnak. Schriever állítása szerint 1942 és 1945 között egy korong alakú repülő eszköz, egy úgynevezett „repülő körhinta” tervein dolgozott. Elmondása szerint a terveket később ellopták.
Ugyanebben az évben az olasz mérnök, Giuseppe Belluzzo azt állította, hogy Benito Mussolini alatt dolgozott hasonló eszközön. Belluzzo szerint a tervei szintén elvesztek. Állítása szerint Mussolini és Hitler 1942-től kezdődően repülő csészealjakat tesztelt.
A legendát feltehetően a német fejlesztésű kör alakú repülőgépek prototípusai, például a Sack AS-6, valamint annak korábbi verziói is inspirálhatták. Ezek azonban soha nem bizonyultak sikeres repülőgépeknek.

## Találgatások a konstrukcióról
A Reichsflugscheibének nemcsak a csészealj formájú felépítést tulajdonítják, hanem gyakran elképesztő repülési teljesítményt is, amely egy olyan fejlett, napjainkban is ismeretlen vagy titokban tartott technológián alapulna. A fizika, a fantázia és a hamisítványok közötti határvonal ezekben a történetekben gyakran elmosódik.
A repülő csészealjakról szóló történetek időnként a titokzatos, azonosítatlan tengeralattjáró-tárgyakkal (USO, azaz Unidentified Submarine Objects) is összekapcsolódnak. Néhány elmélet szerint ezek a repülésre és merülésre is alkalmas járművek okozhatták az úgynevezett Bermuda-háromszög rejtélyes eseteit.
Bizonyítékként általában kézzel rajzolt konstrukciós vázlatokat vagy homályos, fekete-fehér fényképeket mutatnak be, amelyek az interneten is széles körben terjednek. Az elbeszélések szerint a teljes dokumentációt a háború vége előtt megsemmisítették, vagy az szövetségesek vitték magukkal és tartják titokban.
A Viktor Schauberger osztrák erdész és természetkutató által kidolgozott Repulsine vagy más néven Forellenturbine egy alternatív hajtási technológiát jelentett, amelynek állítólagos célja a gravitáció legyőzése volt az úgynevezett „szabad lebegés” révén. Schauberger a Mauthausen koncentrációs táborban is dolgozott ezen a projekten, de az eszköz működőképességét soha nem sikerült igazolni. A Repulsine-t gyakran említik a flugscheibék lehetséges hajtóműveként.
A német mérnök Andreas Epp egy 2002-ben posztumusz kiadott művében azt állította, hogy a náci Németország csészealj alakú repülőgépei egy olyan hajtási koncepció továbbfejlesztésén alapultak, amelyet a Focke-Wulf Fw 61 kettős rotoros helikopterben sikeresen teszteltek. Ebből különböző kísérleti repülőeszközöket fejlesztettek, amelyek központi pilótafülkével és rotortárcsás rendszerrel rendelkeztek.
Epp szerint Georg Klein főmérnök 1953-ban egy újságinterjúban arról számolt be, hogy 1945. február 14-én Prágában szemtanúja volt az első, ember által irányított flugscheibe tesztelésének. Az eszköz állítólag három perc alatt emelkedett 12 400 méteres magasságba, és elérte a 2200 km/h-s sebességet. Klein szerint 1944 végén három különböző konstrukciójú flugscheibe létezett Prágában, amelyeket a Vörös Hadsereg bevonulása előtt megsemmisítettek.
Epp szerint a kör alakú repülőgépek egyik legnagyobb problémája a megfelelő irányíthatóság biztosítása volt, és ezzel kapcsolatban különös hangsúlyt fektetett a vezérlőrendszer nehézségeire.

## Fogadtatás

### Szélsőjobboldali körök
A „náci csészealjak az antarktiszi jég alatt” mítoszának megalkotóiként három szerzőt tartanak számon. Az egykori SS-tag, Wilhelm Landig (1909–1997) 1971-től regényeiben olyan repülő csészealjakról írt, amelyekkel SS-tisztek Neuschwabenland (Új-Svábföld) területére menekültek, hogy folytassák harcukat a szabadkőművesség ellen.
A német-kanadai Ernst Zündel, aki ,,holokauszttagadóként'' ismert, Christof Friedrich álnéven két könyvet írt a mítoszról, annak ellenére, hogy maga nem hitt benne. Miguel Serrano, egy chilei diplomata szintén feldolgozta a repülő csészealjakról szóló legendát.
A mítoszt a szélsőjobboldali összeesküvés-elmélet hívője, Axel Stoll is népszerűsítette különféle YouTube-videóksegítségévelítólagos német repülő csészealjakról szóló legelterjedtebb leírások a Tempelhofgesellschaft nevű titokzatos csoport kiadványain alapulnak, különösen az 1990-es évek elején megjelent Das Vril-Projekt című brosúrán, amelyet Ralf Ettl és Norbert Jürgen-Ratthofer osztrák szerzők készítettek . Az emlők jelentős mértékben hozzájárultak a szélsőjobboldali ufológia kialakulásához.
Az UFO-történetek rajzait és grafikáit gyakran használják az ilyen mítoszok alátámasztására. Ezek a képek sok esetben az 1980-as években Ettl Abraxas Videofilm Produktionsgesellschaft GmbH nevű cégén keresztül terjedtek el. Az illusztrációk erősen emlékeztetnek George Adamski klasszikus UFO-fotóira, és ma is uralják a német csészealjakat ábrázoló grafikákat. Az olyan elnevezések, mint Vril és Haunebu, Ettl és Jürgen-Ratthofer publikációiból származnak.
Ezek az elméletek a legnagyobb népszerűséget Jan Udo Holey, alias Jan van Helsing írásain keresztül érték el.

### Ufós összeesküvés-elméletek
Az amerikai ufológusok és összeesküvés-elmélet hívők a 2000-es évek környékén vették át a náci UFO-król szóló mítoszt, és saját elképzeléseikkel ötvözték azt.
E szerint egy sokkal nagyobb összeesküvés létezik, amelyben „német-bajor fasiszták” és földönkívüliek közösen dolgoznak egy új világrend létrehozásán. Az új világrend célja egy „árja elit” hatalomra juttatása, amely az egész bolygót irányítaná. Az összeesküvés-elmélet szerint ennek érdekében a világ lakosságának egynegyedét kiirtanák, különösen zsidókat, afrikaiakat és más nem árjákat.
Néhány evangelikál keresztény integrálta ezt a teóriát saját végidő-szcenáriójába. E szerint az állítólagos földönkívüli támadások a Nagy Nyomorúság részét képezik, amely a Máté evangéliuma szerint Jézus Krisztus második eljövetelételőzi meg.

## Filmek
A Reichsflugscheibék számos filmben és videojátékban megjelennek, különösen a retro sci-fi stílusú produkciókban.
A 2012-es Iron Sky című filmkomédiában náci tudósok és katonák repülő csészealjakkal menekülnek egy titkos sarkköri bázisról a Hold sötét oldalára, hogy ott készüljenek elő a Föld meghódítására.
Az Iron Sky inspirációjára készült a Nazi Sky – Die Rückkehr des Bösen című mockbuster, amely szintén a csészealjak segítségével történő világuralmi kísérletet dolgozza fel.
A 2012-ben megjelent The 25th Reich ausztrál akcióvígjáték szintén hasonló témát érint.
A Wolfenstein II: The New Colossus című 2017-es first-person shooter videojátékban is megjelennek a náci repülő csészealjak, amelyek a náci technológiai mítosz részeként bukkannak fel a történetben.

## Fordítás
- Ez a szócikk részben vagy egészben  a   Reichsflugscheibe című német Wikipédia-szócikk fordításán alapul.  Az eredeti cikk szerkesztőit annak laptörténete sorolja fel. Ez a jelzés csupán a megfogalmazás eredetét és a szerzői jogokat jelzi, nem szolgál a cikkben szereplő információk forrásmegjelöléseként.